# いまどき銀座物語ぼんぼん
『いまどき銀座物語 ぼんぼん』（いまどきぎんざものがたり ぼんぼん）は、1989年5月18日から同年7月27日にかけてフジテレビ系列で放送されたテレビドラマ。放送時間は毎週木曜日20:00〜20:54。全8回。

## 概要
創業120年の歴史をもつ銀座の老舗和装小物店「寿々喜」。その店を継ぐ気が無く外資系企業に勤める次男・連平と女主人・しまを中心に、いわゆるぼんぼんの連平の成長ぶりを追いながら、老舗ののれんの重さや家族の結束の強さなどを絡めながら展開する物語をホームコメディタッチで描く。

## キャスト
- 鈴木連平（しまの次男・28）- 中井貴一
- 鈴木しま（「寿々喜」の主人・76） - 杉村春子
- 鈴木修平（しまの長男・41） - 泉谷しげる
  - 家業を嫌って広告代理店に勤務している。
- 大原常子（しまの長女・43） - 白木万理
- 大原博（常子の息子・17） - 真木蔵人
- 安子（28） - 高橋ひとみ
- 土屋祥子（「寿々喜」従業員） - 黒木瞳
- 鈴木平四郎（しまの義弟・51） - 古今亭志ん朝
- 石山国夫（うどん屋） - 笑福亭鶴瓶
- 川島琴子（花屋の娘） - 宮崎万純
- 石山久美 - 横山めぐみ
- 左右田一平
- 健介 - 美木良介
- 中村あずさ
- 三木のり平
- 森マリア
- 長塚京三

## サブタイトル
| 話数 | 放送日        | サブタイトル         | 演出       |
| ---- | ------------- | -------------------- | ---------- |
| 1    | 1989年5月18日 | （サブタイトル無し） | 福本義人   |
| 2    | 1989年5月25日 | （サブタイトル無し） | 福本義人   |
| 3    | 1989年6月1日  | （サブタイトル無し） | 小野原和宏 |
| 4    | 1989年6月22日 | 出たオヤジ殿         | 福本義人   |
| 5    | 1989年6月29日 | （サブタイトル不明） | 小野原和宏 |
| 6    | 1989年7月6日  | （サブタイトル不明） | 川上一夫   |
| 7    | 1989年7月13日 | 本気で好きだ         | 小野原和宏 |
| 8    | 1989年7月27日 | よッ八代目           | 福本義人   |

## スタッフ
- 企画：前田和也、亀山千広
- 制作：高橋萬彦
- 脚本：金子成人
- 演出：福本義人、小野原和宏、川上一夫
- 音楽：樋口康雄
- 主題歌： 原由子「ためいきのベルが鳴るとき」（タイシタレーベル）